# Josef Jánský
Josef Jánský (* 24. listopadu 1940 Strakonice) je bývalý československý vytrvalec.
Pracoval jako nástrojař v ČZ Strakonice, se sportem začínal jako lyžař, po návratu z vojny se stal atletem pod vedením trenéra Petra Kavana a od roku 1968 byl členem atletického oddílu Sparty Praha. V roce 1971 překonal časem 28:53 po 27 letech československý rekord Emila Zátopka v běhu na 10 000 metrů. Na mistrovství republiky vyhrál v letech 1971, 1972 a 1973 na 10 000 m a v letech 1977 a 1978 v maratonském běhu. Na Mistrovství Evropy v atletice 1971 skončil na desetikilometrové trati na 19. místě. Na evropském šampionátu v roce 1974 byl dvacátý na desítce a patnáctý v maratónu. Při startu na mistrovství Evropy v Praze v roce 1978 obsadil v maratónu 19. místo. Na mítinku v Helsinkách roku 1973 porazil na pětikilometrové trati úřadujícího olympijského vítěze Lasse Viréna.
Startoval na olympijských hrách 1972, kde skončil devátý ve finále na 10 000 m a na poloviční trati vypadl v rozběhu. V roce 1980 zaběhl maratón za 2:14:28 a splnil tak limit pro moskevskou olympiádu, kde však závod nedokončil pro únavovou zlomeninu. Po ukončení aktivní kariéry působil jako trenér.